# 385980 Emiliosegrè
385980 Emiliosegrè è un asteroide della fascia principale. Scoperto nel 2007, presenta un'orbita caratterizzata da un semiasse maggiore pari a 2,3154948 au e da un'eccentricità di 0,1656686, inclinata di 3,00797° rispetto all'eclittica. L'asteroide è dedicato al fisico italo-americano Emilio Segrè.